# YouTube
 (транскр.  Јутјуб) је америчка друштвена мрежа за дељење видео-снимака чији је власник Google. Основан је 14. фебруара 2005. када су га покренула тројица бивших радника компаније PayPal. Седиште се налази у Сан Бруну. Данас је други најпосећенији веб-сајт, док је испред њега једино Google Search. Има скоро три милијарде активних корисника.

## Историја
су у Сан Бруну (Калифорнија) основала три бивша радника компаније Пејпал, средином фебруара 2005. У октобру 2006, Гугл је објавио да је купио компанију за 1,65 милијарди долара. Договор је склопљен 13. новембра 2006.
Нерегистровани корисници могу гледати видео-снимке и слушати аудио-записе, док они који су регистровани на сајту могу и да их шаљу на сервере. Снимци за које компанија сматра да садрже непримерен садржај за млађе од 18 година, доступни су само регистрованим корисницима под условом да су пунолетни. Међутим, постоји велики број страница које забрану гледања овако заштићених записа ипак омогућавају свима са приступом интернету. Снимци који садрже порнографију нису дозвољени, иако постоји значајан број записа који под изговором да је ријеч о умјетности (видео-спотови) садрже исту.

### Јутјубери
Јутјубер (енгл. youtuber) сурфер је који поставља снимке на сајту YouTube. Неки јутјубери постављају своје личне снимке, од којих добијају приходе захваљујући рекламама, које се приказују при репродукцији истих. Најпознатији јутјубери броје милионе пратилаца (енгл. subscribers) на својим каналима и милијарде прегледа видеа. Најпознатији јутјубер на свету је Мистер Бист; овај амерички налог тренутно броји преко 300 милиона претплатника.

## Истакнути снимци
је са својим једноставним интерфејсом омогућио сваком кориснику интернета да постави видео-снимак који гледаоци широм свијета могу да пронађу у року од неколико секунди и гледају колико желе. YouTube је данас, захваљујући невјероватној тематској покривености, постао један од најважнијих елемената интернет културе.
Најранији примјер друштвеног утицаја YouTube-а представља успјех снимка X尚義聲線高壓呀叔搭巴士途中問候後生仔 (енгл. The Bus Uncle; срп. досл. „чича из аутобуса”) направљеног 27. априла 2006. године. Снимак показује расправу између младића и старијег човјека у аутобусу у Хонгконгу (расправа тече на кантонском језику). О снимку се говорило и у мејнстрим медијима, а оригинални видео тренутно има преко 4 милиона прегледа.
Други снимак који је добио медијску покривеност био је снимак guitar (срп. „гитара”), на којем се изводи Pachelbel's Canon на електричној гитари. Име извођача није приложено уз снимак. Након што је добио милион прегледа, Њујорк тајмс је открио идентитет гитаристе. Био је то Лин Ченг-Хјун, двадесеттрогодишњак из Јужне Кореје који је снимак направио у својој соби. Оригинални видео је имао преко 92 милиона прегледа, али је уклоњен.
Својевремено, снимак Charlie bit my finger - again ! (срп. досл. „Чарли ми је угризао прст — поново !”) био је најгледанији снимак на YouTube-у. Имао је преко 245 милиона прегледа у новембру 2010. године. Снимак показује два брата из Енглеске: једногодишњег Чарлија који гризе прст његовог две године старијег брата Харија; сада има преко 850 милиона прегледа.

### Тренутно најгледанији снимци
Сајев спот Gangnam Style био је најгледанији видео на YouTube-у од 24. новембра 2012. године. Престигао га је 10. јула 2017. See You Again извођача Виз Калифе, који сада има преко 4 милијарде прегледа. Shape of you - Ed Sheeran je 2. је други по броју прегледа, избачена је 30.1.2017. године.
Despacito извођача Луиса Фонсија престигао је See You Again 4. августа 2017. године, поставши најгледанији и први видео са 3, први са 4, први са 5 и први са 6 милијарди прегледа.

## Цензура
Тренутно, земље које су поставиле националне забране за приступ YouTube-у укључују Иран, Кину и Сјеверну Кореју. YouTube се блокира из разних разлога, укључујући:
- ограничавање јавне изложености садржају који би могао да буде повод за покретање социјалних или политичких немира
- спречавање критиковања владара, владе, владиних службеника, религија или религијских вођа
- спречавање кршења националних закона, укључујући:
  - заштиту ауторских права и јавног власништва
  - спречавање говора мржње те заштиту етичких или закона базираних на моралу
  - заштиту легислатива националне сигурности
- спречавање приступа видеима који су процењени као неприкладни за омладину
- смањивање ометњи које би сајт могао да изазове у раду и у школама
- смањивање количине мрежног протока (енгл. network bandwidth) уколико је он превелик како би се веб могао користити за остваривање важније комуникације

У неким земљама, YouTube је комплетно блокиран, или кроз дугорочну забрану или кроз више одређених временских периода као што су периоди током немира, предизборни периоди или периоди пред обиљежавање неких важних надолазећих политичких годишњица. У другим земљама, приступ сајту као цјелини остаје отворен, али приступ неким специфичним видеима је забрањен. У случајевима када је цијели сајт блокиран усљед само једног одређеног видеа, YouTube ће се углавном сложити да се видео уклони или да се ограничи приступ том видеу како би сервис наставио да функционише.
Предузећа, школе, владине агенције и друге приватне институције често блокирају сајтове друштвених мрежа — укључујући и YouTube — због ограничења пропусног опсега тј. мрежног протока (енгл. network bandwidth) и могућности да сајт почне да одвлачи пажњу. Неке школе су блокирале приступ YouTube-у (нпр. у Аустралији) због немогућности да одреде каквим видео-снимцима могу приступати ученици.

### Земље у којима је приступ био забрањиван
У неким земљама, приступ YouTube-у је био привремено забрањиван, а негдје су такве забране још на снази:
- Иран је 3. децембра 2006. године привремено онемогућио приступ YouTube-у, заједно са још неким сајтовима, због тога што је оцијењено да вријеђају друштвени и морални кодекс понашања. Забрана YouTube-а је покренута након снимка који је наводно приказивао секс иранске глумице.[23] Забрана је касније повучена, али је поново ступила на снагу након предсједничких избора из 2009. године.[24] Године 2012, Иран је поново онемогућио приступ како YouTube-у тако и Гуглу, након постављања контроверзног трејлера за филм Невиност муслимана (енгл. Innocence of Muslims) на Јутјуб.[25]
- Тајланд је блокирао приступ између 2006. и 2007. године због увредљивих видеа везаних за краља Бхумибола Адулјадеја.[26][27]
- Неке аустралијске државне образовне институције блокирале су YouTube наводећи као разлог „немогућност одређивања којој врсти видео-материјала може да се приступи” и да „YouTube нема едукацијску вредност као ни садржај материјала који се постављају на сајт”.[28]
- У НР Кини, од 15. октобра 2007. до 22. марта 2008. године приступ YouTube-у био је забрањен. Од 24. марта 2009. године, приступ је онемогућен поново, а забрана још увијек на снази.[29][30][31][32]
- Мароко је забранио приступ YouTube-у у мају 2007. године због критика око утицаја Марока у Западној Сахари представљених у једном видеу.[33] YouTube је омогућен поново 30. маја 2007, након што је Maroc Telecom незванично објавио да је забрана приступа веб-сајту била само „технички квар”.[34]
- Турска је забранила приступ YouTube-у између 2008. и 2010. године због увредљивих снимака који су се односили на Мустафу Кемала Ататурка.[35][36][37] Забрана је била укинута, али је поновно уведена новембра 2010. године. Наиме, у новембру је турски политичар Дениз Бајкал поново изазвао блокирање сајта накратко, а YouTube-у је запријећено да ће бити поново угашен ако видео тј. снимци који су били проблематични не буду уклоњени.[38] Током двоипогодишње блокаде YouTube-а, веб-сајт за дијељење видеа постао је осми највише пута посјећен сајт у Турској.[39][40] Године 2014, Турска је блокирала приступ по други пут, усљед „цурења информација веома високог значаја” у форми аудио-записа.[41][42][43] Турска је YouTube забрањивала и априла 2015. године, заједно са Твитером и Фејсбуком.[44] Приступ је у два посљедња случаја, након извјесног времена одблокиран.
- Пакистан је 23. фебруара 2008. године забранио YouTube због за ислам „увредљивог материјала”, узимајући у обзир случај данских карикатура Мухамеда.[45] Ово је довело до двочасовне скоро па глобалне блокаде YouTube-а будући да се пакистанска забрана омашком пренела и на друге земље. Пакистан је обуставио забрану 26. фебруара 2008. године, након што је веб-сајт уклонио непожељни садржај са својих сервера на захтјев државне владе.[46][47] Многи Пакистанци су заобишли забрану користећи софтвер за стварање виртуелне приватне мреже.[48] Маја 2010, због снимка Everybody Draw Mohammed Day, Пакистан је опет забранио приступ YouTube-у, наводећи као разлог „раст садржаја који промовише светогрђе и богохулност”.[49] Забрана је укинута 27. маја 2010. године, након што је веб-сајт уклонио проблематични садржај са својих сервера на захтјев владе ове државе. Међутим, индивидуални видео-снимци који се сматрају увредљивим за муслимане и даље ће бити појединачно блокирани.[50][51] Пакистан је поново забранио YouTube у септембру 2012. године, након што је сајт одбио да обрише филм Невиност муслимана; забрана је била на снази и септембра 2013. године.[52] YouTube је постао доступан у Пакистану јануара 2016. године, након што је сервис покренуо верзију посебно дизајнирану само за ту државу.[53]
- Туркменистан је 25. децембра 2009. године забрано приступ YouTube-у из непознатих разлога. Други сајтови попут LiveJournal-а, такође су били блокирани.[54] Приступ сајту данас је могућ.
- Либија је 24. јануара 2010. године забранила приступ YouTube-у због снимака демонстрација из либијског града Бенгазија на којим су учествовале породице затвореника који су 1996. године убијени у затвору Абу Салим и због снимака чланова породице либијског вође Муамера ел Гадафија са забава. Забрана је критикована од стране Хјуман рајтс воча.[55] У новембру 2011, послије Либијског грађанског рата, YouTube је поново омогућен у Либији.[56]
- Авганистан, Бангладеш, Русија и Судан блокирали су приступ септембра 2012. године, након контроверзног 14-минутног трејлера за филм Невиност муслимана (енгл. Innocence of Muslims), који је постављен на сајт.[57][58][59][60][61][62] Блокада у Авганистану је трајала до јануара 2013. године (113 дана),[63] у Бангладешу и Судану је трајала и одређен период у 2013. години,[63] а у Судану до новембра 2012.[64]
- У Либији и Египту, трејлер за Невиност муслимана сматрао се поводом за насилне протесте у септембру 2012. YouTube је изјавио да је „овај видео — који је широко доступан на вебу — јасно унутар смерница и да ће тако да остане на YouTube-у”. Међутим, пошто је ситуација у Либији и Египту била веома тешка, привремено је забрањен приступ видеу у објема земљама.[65][66]
- У Сјеверној Кореји приступ YouTube-у је блокиран због закона о интернету и приступања истом који су на снази у овој земљи. Од априла 2016. сајт је потпуно блокиран; било ко ко покуша да му приступи, чак и са одобрењем, бива кажњен.[67]